# 王普 (物理学家)

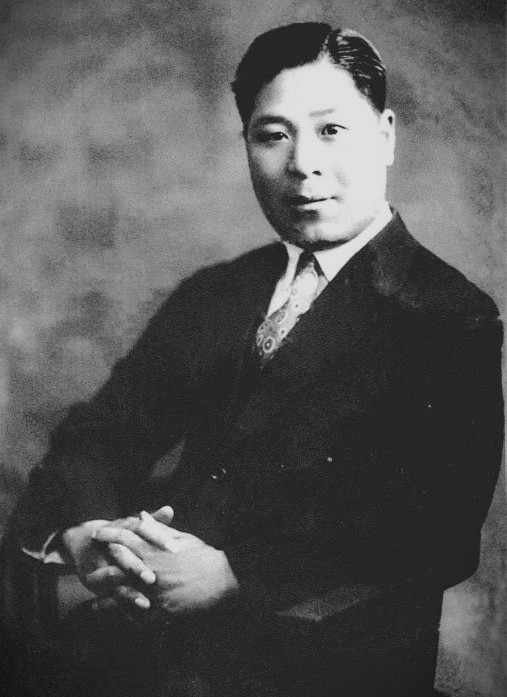
1920年代就读于北京大学物理系的王普

王普（1902年9月9日—1969年1月5日），字贯三，山东沂水人，中国近代物理学家，因发现缓发中子、创建山东大学物理系而著称，被认为是中国核物理学的先驱人物。
1928年，王普自北京大学物理学毕业，1928-1929年在上海的中央研究院的地质所和物理所担任助理研究员，1929年-1930年转任山东省教育厅督学。1930年，他进入国立青岛大学物理系任教。1935年，王普作为公费生赴德国柏林大学留学，并在威廉皇帝学会化学研究所研究核物理学。1938年博士毕业后，他前往美国卡内基科学研究所担任客座研究员。1939年-1946年，王普任教于辅仁大学，并在山东大学复校后返回担任物理系主任、代教务长。1947年-1950年，他到美国国家标准局担任辐射物理学研究员，1950年-1951年任杜克大学访问教授，1951年-1956年任范德堡大学副教授（期间兼任通用汽车学院教授）。因不满麦卡锡主义风潮，他假借学术会议名义绕道苏联回到中华人民共和国，之后王普担任山东大学物理系教授、山东省政协常委与中国科学院物理所研究员。1957年后，王普身患高血压与心脏病，长期疗养。文革爆发后，王普因屡遭迫害，于1969年跳楼自杀，时年67岁。

## 生平

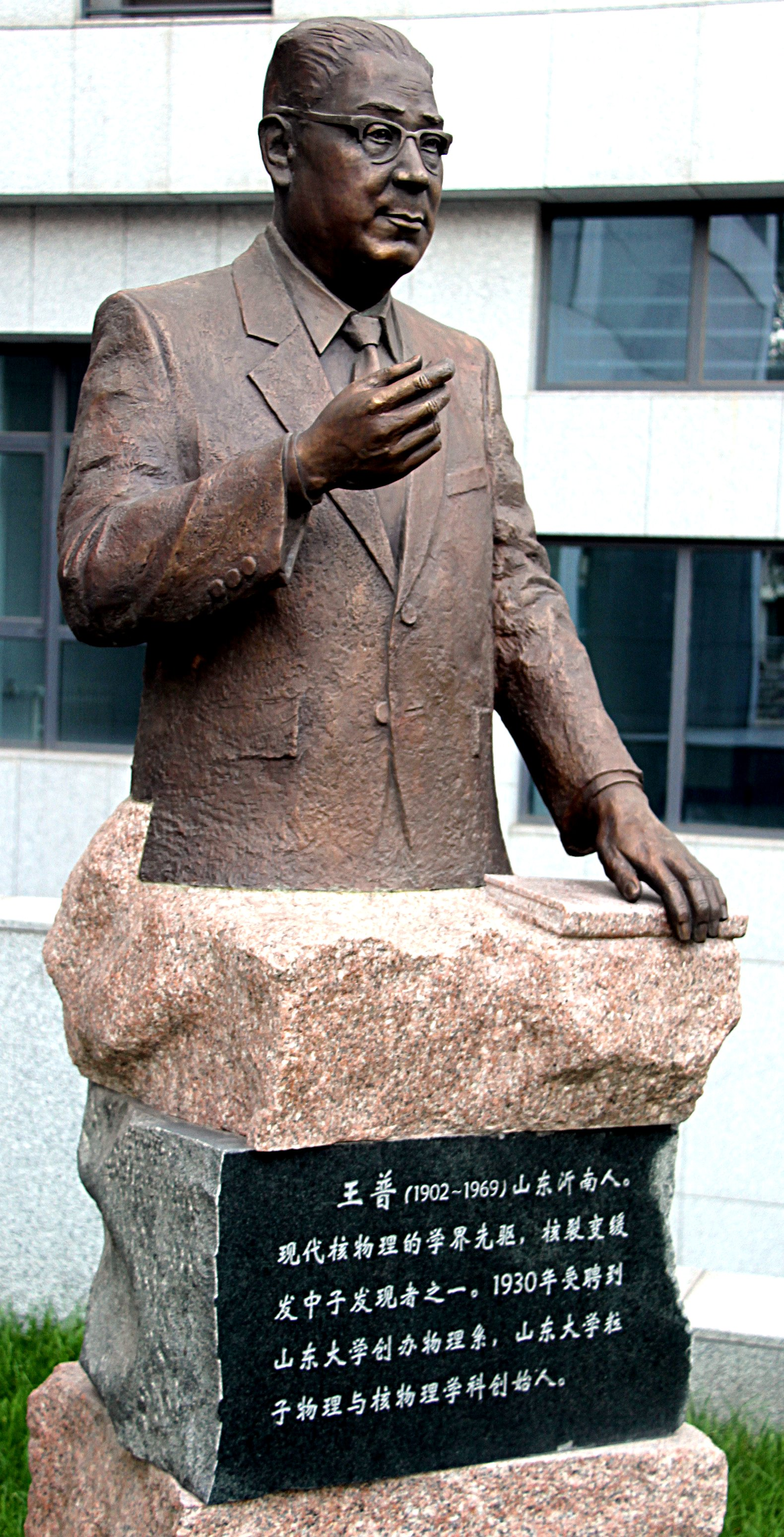
山东大学中心校区的王普塑像

1902年9月9日，王普出生于山东省沂水县南乡（今属沂南县依汶镇东贯头村）的知识分子家庭，其父王西琪为晚清廩生，曾任山东省立第三师范学校的學監。1910年后，王普到聊城县上小学，并于1922年毕业于山东省立第二中学。同年，王普考入北京大学预科，并在两年后升入北京大学物理系学习。1928年，王普获得学士学位。同年秋天，王普的老师丁西林介绍他到中研院工作，王普自此成为中研院物理所（丁西林任所长）与中研院地质所（李四光任所长）的助理研究员。1929年，王普回到山东，在济南担任山东省教育厅督学。
1930年，王普接受聘请，参与创办国立青岛大学物理系，成为日后山东大学物理系的创办人。1935年秋，王普怀着“科学救国”的愿望，考取山东省公费生，前往德国柏林大学留学，后随导师K.菲利浦在威廉皇帝学会化学研究所研究核物理学，成为继王淦昌之后第二位到此学习的中国人。1938年，王普获得科學博士学位，并在中华教育文化基金会的资助下转赴美国，担任一年的卡内基科学研究所客座研究员，仍从事核物理学研究。期间，他与R. B. Roberts、R. C. Meyer等人首度发现了缓发中子。1939年秋，王普来到北京，受聘为燕京大学与辅仁大学的教授。1945年-1946年，王普兼任北平臨時大學北大分校物理系主任。1946年国立山东大学在青岛复校后，王普回到山东大学担任物理系主任，一度代理过教务长。
后来，由于青岛高校的教学条件与科研条件发生暂时困难，王普于1947年秋前往美国国家标准局，担任辐射物理学研究员，研究X射线物理学与核物理学。1950年-1951年，他担任杜克大学的访问教授。1951年-1956年8月，他担任范德比尔特大学副教授，期间兼任通用汽车学院教授。担任教授期间，王普专注于使用核乳胶方法研究高能粒子。
受麦卡锡主义风潮影响，许多在美国的中国人遭受迫害，王普也因此于1950年代转往大学教书。心怀祖国的王普与郭贻诚等留在中国大陆的亲友保持通信往来，并屡次表示要设法回国。而在1956年8月，王普假借参与欧洲某学术会议的名义，在中国驻荷兰代办处的帮助下，绕道苏联回国，受到高教部司长李云扬、山东大学校长晁哲甫、中科院物理所所长钱三强等人的接待与欢迎。基于其本人的意愿，王普重返山东大学，担任山东大学科学研究委员会副主任与物理系教授。同时，他还兼任中国科学院物理所研究员，第一、二届山东省政协常委，山东省物理协会理事、青岛市科协副主席等职务。
1957年大鸣大放中，王普与刘洪宾联合数十名山东大学教授，打算为批判“党天下”的储安平发声援电报，但王普的好友束星北反对这种做法，认为太过大胆，王普虽感不悦，但也听从了他的建议。
反右运动后，王普身患高血压、心脏病，长期在青岛等地疗养。文化大革命爆发后，王普更是遭过数次抄家，导致他的近千张照片（包括其与爱因斯坦等著名物理学家的合影）被销毁，自存的大部分著述遗失。1968年秋冬之际，王普被隔离审查。1969年1月15日，不堪迫害的王普跳楼自杀，时年67岁。1979年4月7日，山东大学为王普举办追悼会。
据山东大学教授、王普的学生孙文广回忆，领导曾要求王普在反右运动中批判束星北，但王普仅对束星北的物理研究作批评。其后，对现状不满的王普时常发牢骚，因患病转入疗养院才逃过一劫。文革爆发后，王普于清理階級隊伍运动中被揪回山东大学批斗，甚至被扣上“攻击革命样板戏唱腔像狼嚎”的罪名，被关入“黑监狱”隔离审查，饱受折磨。王普在关押处（山东大学物理楼）自杀身亡后，还有人贴大字报，骂他死有余辜。
尽管王普是中国近代的核物理学先驱，但他的成就与事迹并不广为人知。根据鲁任的说法，在2009年，专门评介王普的文章不足十篇，这其中还包括大学校史资料、县志与同事回忆文章。

## 个人生活
王普是家中的独子，他还有两个妹妹。1922年，王普在父母的包办下与一位比他年长的女子成婚，生有一女。1928年夏，刚从北大毕业的王普又在北京自由结婚，对象则是来自莆田的前清官吏之女、18岁的林舒志。由于王普热爱故乡，因而他子女的名字均以“沂”为字辈。王普有五女一子，已知的包括王沂坦、王沂明、王沂华、王沂青、王沂光（独子）。
据王普的亲友回忆，王普为人狷介耿直，且一心痴迷于物理研究，是不关心时事、不擅于处理人际关系的学者。丁西林曾劝告王普“你回山东就毁了！”，但王普还是凭借自己的偏好，定居气候湿润的青岛，并坚持返回山东大学教书。而与他同一代的王淦昌等人则因参与两弹一星项目而功成名就。